# Maria Anna von Bayern (1574–1616)

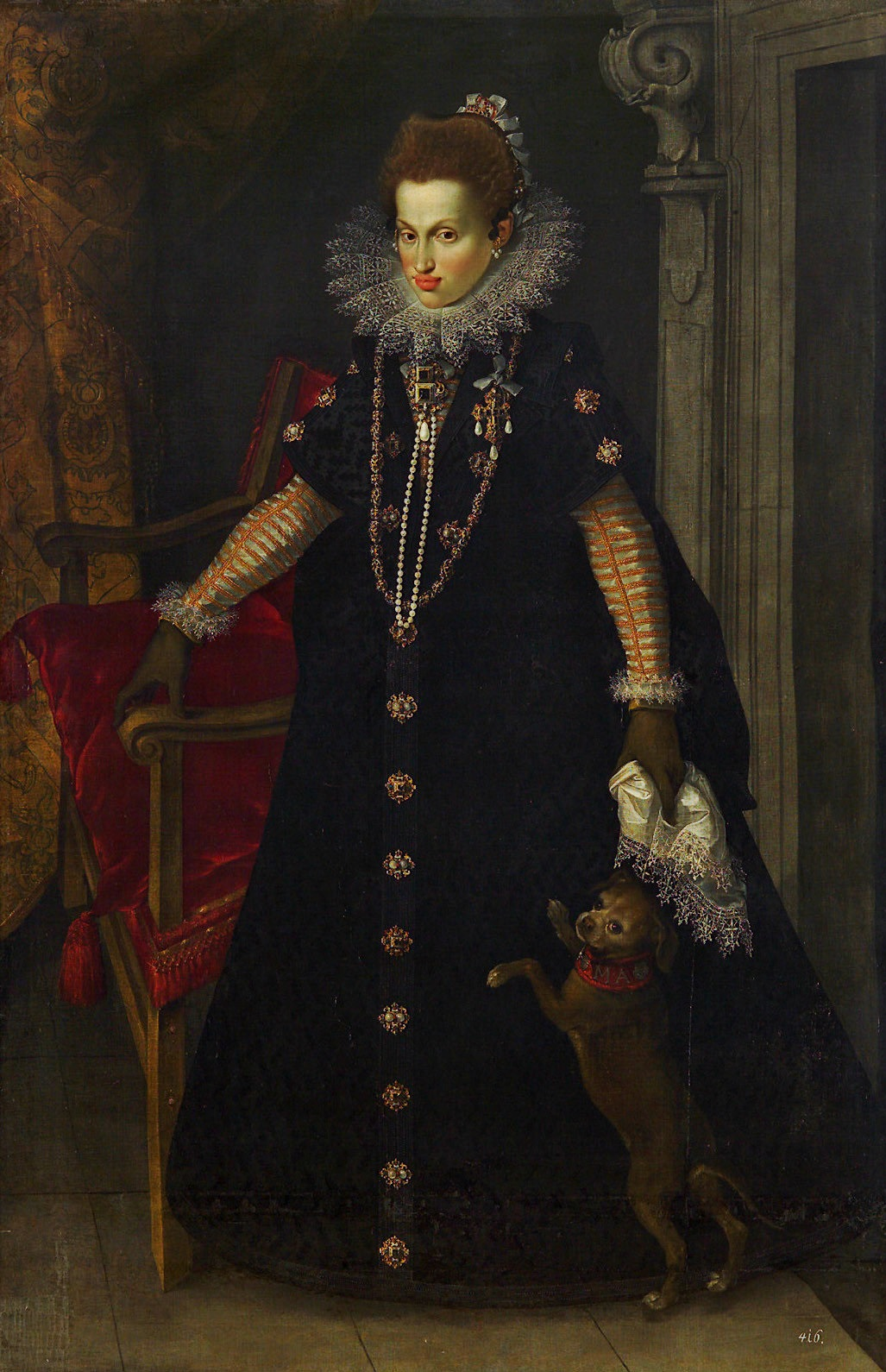
Joseph Heintz der Ältere, Maria Anna von Bayern, 1604, Kunsthistorisches Museum Wien

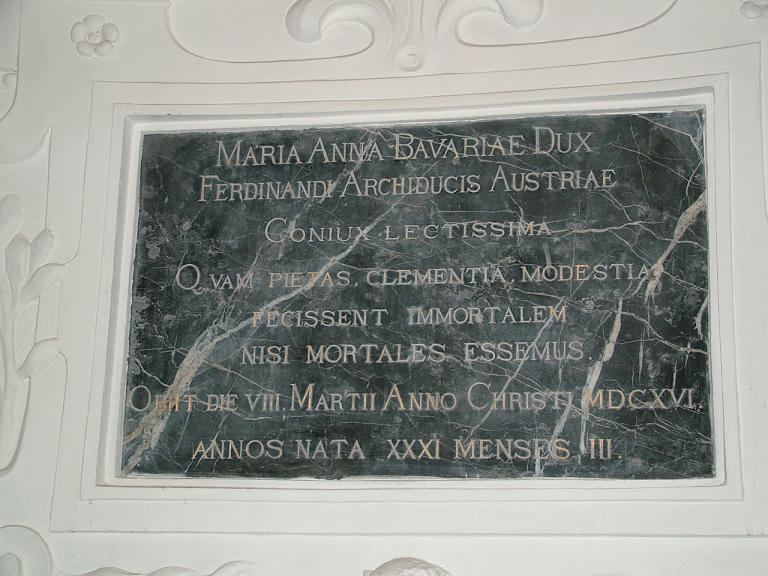
Grab der Königin Maria Anna

Maria Anna von Bayern (* 18. Dezember 1574 in München; † 8. März 1616 in Graz) war Prinzessin von Bayern und durch Heirat Erzherzogin von Österreich.

## Leben
Maria Anna war die zweite Tochter des Herzogs Wilhelm V. von Bayern (1548–1626) und seiner Ehefrau Renata von Lothringen (1544–1602).
Am 23. April 1600 heiratete Maria Anna in der Grazer Hofkirche ihren Vetter, den späteren römisch-deutschen Kaiser, Erzherzog Ferdinand II. von Österreich (1578–1637), ältester Sohn des Erzherzogs Karl II. von Innerösterreich-Steiermark (1540–1590) und der Maria Anna von Bayern (1551–1608), einer Tochter des Herzogs Albrecht V. von Bayern. Zelebriert wurde die Hochzeit durch den päpstlichen Legaten, Kardinal Dietrichstein. Mit dieser Vermählung wurde erneut die Verbindung der Habsburger mit dem Hause Wittelsbach bekräftigt. Ohne sich in die Politik einzumischen, lebte Maria Anna an der Seite ihres Gatten. Der Tradition ihrer Dynastie folgend war sie sehr fromm und hörte täglich mehrere Messen.
Maria Anna war bereits länger krank, als sie 1616 im Alter von 41 Jahren an einem „hitzigen Fieber“ starb, noch vor der Krönung Ferdinands zum König von Böhmen und zum König von Ungarn und vor dessen Erhebung zum Römisch deutschen König. Ihr Leichnam wurde im Mausoleum Kaiser Ferdinands II. (Graz) beigesetzt.
Aus ihrer Ehe gingen sieben Kinder hervor:
- Christine (*/† 1601), Erzherzogin von Österreich
- Karl (*/† 1603), Erzherzog von Österreich
- Johann Karl (1605–1619), Erzherzog von Österreich
- Ferdinand (IV.) III. (1608–1657), römisch-deutscher Kaiser

⚭ 1631 Infantin Maria Anna von Spanien
⚭ 1648 Erzherzogin Maria Leopoldine von Tirol
⚭ 1651 Prinzessin Eleonora Magdalena Gonzaga von Mantua-Nevers
- Maria Anna (1610–1665), Kurfürstin von Bayern

⚭ 1635 Kurfürst Maximilian I.
- Cäcilia Renata (1611–1644), Königin von Polen

⚭ 1637 König Władysław IV. Wasa
- Leopold Wilhelm (1614–1662), Statthalter der spanischen Niederlande